# Велігер
Велігер (від лат. velum – «вітрило» і gero – «несу»), або вітрильник – пелагічна форма лічинок молюсків класів Scaphopoda, Bivalvia і Gastropoda.  Велігери є частиною вільно плаваючого планктону.  Характерною ознакою велігерів є велум - утворення, що нагадують вкриті віями лопаті.  Вони служать для пересування і харчування.

## Метаморфоз
Метаморфоз може тривати до двох днів.  У цей час відбуваються великі морфологічні зміни і личинка остаточно пристосовується до перебування в бентосі.  Під час метаморфозу зникають такі органи, як передній сенсорний орган і велум.  Спочатку велум нерівномірно б'ється і вії відпадають від нього.  Потім він поглинається.  Остаточного вигляду личинка набуває у метаморфозі, також утворюючи для цього деякі (в залежності від виду) відсутні органи.

## Харчування
Личинкова фаза починається з відкладання яєць і триває аж до метаморфозу дорослішання.  Харчується велігер за допомогою війок, які виконують різні функції.  Одні направляють їжу в рот, інші - відштовхують сторонні предмети.  За способом живлення розрізняють дві форми велігерів - планктотрофи і лецитотрофи.  Молюски одного виду можуть виробляти личинки з різним типом харчування, але розвиваються вони в морфологічно ідентичних особин.  Особини з неоднаковим типом личинкового розвитку можуть злучатися один з одним.
Планктотрофний спосіб харчування – це коли тварина споживає вільно плаваючі планктонні організми.  Планктотрофні личинки вилупляються з яєць меншого розміру, і їх частка в кладці більше.  Велігери, що харчуються таким чином, довше залишаються личинками.  Довгий личинковий період для них несприятливий, так як смертність збільшується, і ймовірність дожити до метаморфози і стати статевозрілою дорослою особиною знижується.
Лецитотрофні личинки годуються за рахунок запасів поживних речовин, що містяться у самому яйці, не споживаючи нічого іншого до метаморфозу. Хоча зазвичай личинки харчуються тільки одним способом, існують також лецитотрофні велигери, які додатково живляться планктотрофним способом, наприклад, Phestilla sibogea.